# Kodadad Husayni
Kodadad Husayni - nom transcrit amb diverses variants com ara Kudadad Husayni o Khudaidad Husayni, (segles XIV-XV, + 1411) fou un amir de Tamerlà.

## Carrera amb Tamerlà
El 1384 Tamerlà el va enviar (junt amb altres amirs) a perseguir a Amir Wali; van estar a punt d'atrapar-lo a Rayy, però encara va poder seguir i va poder entrar als boscos del Rustamdar, regió muntanyosa i boscosa en part inaccessible on ja no el van poder seguir.
El 1388 forces de Toktamish van atacar Transoxiana. Tamerlà va arribar a Samarcanda (octubre del 1388) i els atacants ja havien marxat, però encara va enviar columnes manades per Kudadad Husayni, Shaikh Ali Bahadur i Omar Taban, en persecució dels enemics, i els van seguir fins a Bilen, matant a un nombre d'ells, però molts ja havien desaparegut.
El 1390 Tamerlà va enviar a Mogolistan un contingent d'uns vint mil soldats dirigits per Sulayman Xah, Kudadad Husayni, Shams al-Din Abas i el seu germà Osman Abas. Van passar el Sihun a Taixkent; es van dirigir cap a Issyghel on van trobar a l'emir Malik Apardi amb el seu fill Bekek Apardi i als amirs turcmans Badir i Sadir que amb cinc mil homes venien d'Andijan enviats per Umar Xaikh, els quals se’ls van unir. Junts van arribar a les muntanyes Geuktopa on es van informar d'on estaven els enemics. Van anar a Arjatu on van trobar un grup del qual una part fou mort i la resta presoners. Van seguir de manera similar per les diverses províncies dels jats i van arribar fins més enllà d'Almaligh travessant nadant el riu Abyle i van arribar a Karatal, on estava la horda d'Ankatura on van saber que l'avantguarda d' Olajia Bugha Mutxel Katxi havia trobat a Kamar al-Din Khan en un camp de cacera, s'hi havia enfrontat i la major part dels homes dels dos costats havien resultat morts; es van enviar alguns emirs per obtenir informació del que havia passat i quan van arribar al lloc van trobar molts morts per terra, i un guerrer de la Horda de Malangu que encara era viu i havia sobreviscut menjant nomes herbes durant 40 dies. Fou portat al campament i va revelar que al final de la batalla els homes de Tamerlà havien acabat fugint i que Kamar al-Din havia marxat cap a Itxna Boutxna. Cap allà es van dirigir els amirs, i van arribar a Uker Keptadgi on van deixar l'equipament i van seguir com si fossin correus militars fins a l'Irtish. Alli van saber que Kamar al-Din ja havia passat cap a un bosc proper a Taulas. Van restar uns dies a la zona passant el riu només per gravar els noms i armes en alguns pins de l'altre costat del riu per acreditar pel futur que la gent de Timur havia arribat fins allí, però com que feia sis mesos que havien marxat i no tenien provisions i havien de viure de la cacera i començava a venir el fred, van decidir retornar. Van retornar per Altun Kaurke, passant pel costat d'un gran llac anomenat Etrak Gheul i després de molts dies de llargues marxes van arribar a Samarcanda.
El 1396 Tamerlà va enviar al príncep Sultan Husayn Mirza i a l'amir Kodadad Husayni a Nihawand a sufocar la revolta de Bahlul que havien d'executar. Sultan Husayn i Kodadad Husayni van derrotar els rebels de Nihawan i van arrestar a Bahlul que fou cremat viu. Després d'aixó Tamerlà els va enviar a Shushtar per combatre els lladres de camins que infectaven el Luristan i una vegada aconseguit això anar a la costa del Golf Pèrsic i sotmetre totes les poblacions fins al Regne d'Ormuz i al final de la missió anar a la cort a informar.
El 1397 Muhammad Sultan fou nomenat governador de la frontera del Mogolistan (Vall de Fergana) i li va encarregar de construir una fortalesa a Akhira (Achira). Com oficials principals de Muhammad Sultan va designar a Birdi Beg (fill d'Sar Bugha), Hajji Saif al-Din Barles, Kodadad Husayni i Shams al-Din Abas amb 40.000 cavallers que van venir per la zona de Mont Kulan i es van establir a Akhira. El 1401 va ordenar a Muhammad Sultan que deixés el seu govern als amirs Birdi Beg, Sar Bugha i Kodadad Husayni i portés tropes noves i a mes donés instruccions perquè la reina Tuman Agha i els petits prínceps es reunissin amb ell.
A la mort de Tamerlà el 1405, l'exèrcit de Taixkent va entrar en pànic per l'acció de Sultan Husayn Mirza i el príncep Muhammad Umar i els amirs Kodadad Husayni, Yadghiar Shah Arlat, Shams al-Din Abas i Ali Burunduk (entre d'altres) van decidir avançar-se a Sultan Husayn i proclamar emperador a Khalil Sultan a la mateixa Taixkent, sense consultar ni a altres amirs i princeps ni a les emperadrius. Va passar al servei de Khalil Sultan.

## Després de la mort de Tamerlà
Quan aquest es va reconciliar amb Sultan Husayn (maig) li va confiar unes tropes amb les que va sortir de Samarcanda en direcció al riu Jihun acompanyat per alguns amirs entre els quals Kodadad Husayni, Arghun Xah, Mubaixir, Khoja Yusuf i Timur Khoja. De camí Sultan Husayn va anunciar als amirs que es reunissin per escoltar un esdeveniment important. Els amirs es van reunir i Husayn, amb una vintena de fidels, els va fer arrestar i Khoja Yusuf i Timur Khoja foren executats al moment; als altres, que es van agenollar i van implorar tremolant, els va perdonar la vida a canvi de forts juraments de lleialtat i els va donar comandaments. Amb aquestes forces es va dirigir a Samarcanda d'on es va retirar Khalil però deixant amirs als que va donar importants quantitats. Les forces de Husayn i de Khalil es van trobar en un lloc anomenat Jekdalik, proper a Kix; però abans de la batalla els amirs Kodadad Husayni, Arghun Xah, Mubaixir i altres es van passar a Khalil i les tropes van seguir l'exemple (15 de juliol de 1405). Sultan Husayn va fugir i Khalil va retornar a Samarcanda.
Per causes que els historiadors no relaten, vers el 1408 Kodadad i Khalil es van enemistar i l'amir es va retirar (o va seguir) al Mogolistan on va fer diversos contactes. El 1409 Xah Rukh (timúrida) va reunir el seu exèrcit a Badghis amenaçant Transoxiana i Khalil quan ho va saber, va reunir el seu a la rodalia de Kix. Allí va saber que l'amir Kodadad Husayni havia arribat a la rodalia de Khujand. Hi va enviar 300 homes sota els amirs Allahdad i Arghun Xah Burdalik; els dos grups es van vigilar uns dies a la regió de Yarak. Finalment els dos amirs van demanar reforços i Khalil Sultan va marxar cap allí amb quatre mil homes; va passar Samarcanda i va acampar a Eschiraz. Kodadad Husayni es va mostrar durant tot el dia als altres amirs i a la nit va fer una marxa ràpida i l'endemà al matí a l'hora de la primera pregaria, va atacar sobtadament a Khalil Sultan; les forces d'aquest, sorpreses, no van poder resistir l'atac (tot i que era d'un nombre petit de soldats). Khalil va fugir i es va refugiar a la fortalesa d'Eschiraz, que estava en ruïnes. Kodadad Husayni la va assetjar i va fer presoner fàcilment a Khalil (8 d'abril de 1409). Amb el segell de Khalil, Kodadad Husayni va expedir diverses ordres a les províncies i va aconseguir sotmetre tota Transoxiana o Mawara al-Nahr a la seva autoritat.
Xah Rukh quan ho va saber, va enviar un delegat, l'amir Jerkes dels sanjaris. Kodadad Husayni el va rebre i el va reenviar a Xah Rukh amb un servidor propi i un de Muhammad Jahangir, portant una carta en la qual es posava a les ordres de Xah Rukh. Xah Rukh va travessar el riu Jihun l'1 de maig i Kodadad va impedir militarment a l'amir Shaikh Nur al-Din (que era a Bukharà) arribar al seguici imperial. Nomes arribar, Xah Rukh va enviar a Kodadad Husayni i als prínceps Amirak Ahmad i Sidi Ahmad (fills d'Umar Xaikh, que s'havien presentat a la cort) a conquerir la província d'Hissar (Xadman). Al poc d'iniciar-se l'expedició Kodadad Husayni, frustrat en les seves ambicions, va carregar de cadenes a Khalil i va fugir. Xah Rukh va seguir cap a Samarcanda, on la població de la capital ja l'estava esperant. Muhammad Jahangir en qualitat de Khan i amir, i la resta dels amirs, foren autoritzats a baixar la ma del sobirà ara emperador. El 22 de maig va entrar oficialment a Samarcanda. Kodadad Husayni i altres amirs turbulents es van retirar cap al Mogolistan.

## Mort
En un intercanvi de cartes entre Xah Rukh i Kodadad Husayni, aquest va exigir l'empresonament del seu enemic personal Xaikh Nur al-Din, i si es produïa, ell mateix s'uniria a l'emperador. Xah Rukh va trobar inacceptable aquesta petició i va decidir marxar contra l'amir. Es va dirigir a Khujand i va establir el campament a Ura Tepe. Kodadad Husayni havia assegurat que tenia el suport del kan Muhammad Khan de Mogolistan i això es va mostrar cert quan el kan li va enviar en ajuda al seu germà Xam-i Jahan; el mateix kan es va acostar a Taixkent. Sobtadament quan Kodadad Husayni va anar a homenatjar a Xam-i Jahan, aquest, que ja ho havia parlat amb els seus consellers i amirs, el va agafar i el va fer executar, a causa que comportava riscos pel seu estat. El seu cap fou enviat a l'amir Xah Malik, comandant en cap de les forces de Transoxiana.